# 永田靖 (演劇学者)
永田靖（ながた やすし、1957年-　）は、日本の演劇学者、大阪大学教授・副学長。日本演劇学会会長。

## 略歴
三重県出身。1981年、上智大学外国語学部ロシア語学科卒業。1988年、明治大学大学院文学研究科演劇学専攻博士課程単位取得退学。
日本学術振興会特別研究員、明治大学人文科学研究所客員研究員、鳥取女子短期大学准教授を経て、1996年に大阪大学文学部助教授。2004年、同大学院文学研究科教授。
大阪大学副学長・総合学術博物館長・21世紀懐徳堂学主、日本演劇学会会長などを務める。

## 共著
- 『演劇学のキーワーズ』（ぺりかん社、2007）
- 『20世紀の戯曲Ⅲ』（社会評論社、2005）
- 『島村抱月の世界 ヨーロッパ・文芸協会・芸術座』井上理恵、五十殿利治、岩井眞實、林廣親、安宅りさ子、永田靖、2021-11-25、社会評論社 ISBN 978-4-7845-1155-6